# Figurer fra Naruto
Følgende er en liste over alle karaktererne fra anime- og manga-serien Naruto.

## Alle figurene
| - Akamaru - Anko Mitarashi - Asuma Sarutobi - Chiyo - Choji Akimichi - Choza Akimichi - Danzō - Deidara - Dosu Kinuta - Ebisu - Et-halede demon - Shukaku - Fugaku Uchiha - Gaara - Gama - Gamabunta - Gamakichi - Gamatatsu - Genma Shiranui - Gozu | - Hashirama Senju - Første Hokage - Haku - Hana Inuzuka - Hiashi Hyuga - Hidan - Hinata Hyuga - Hiruzen Sarutobi - Tredje Hokage - Hizashi Hyuga - Ibiki Morino - Inari - Ino Yamanaka - Iruka Umino - Itachi Uchiha - Izumo Kamizuki - Inoichi Yamanaka - Jiraiya - Jirobo - Jugo - Kabuto Yakushi - Kakashi Hatake - Kakuzu - Kankuro - Karin - Kiba Inuzuka - Kidomaru - Kimimaro Kaguya - Kin Tsuchi - Kisame Hoshigaki - Konan - Konohamaru - Kotetsu Hagane - Kurenai Yuhi - Kushina Uzumaki | - Madara Uchiha - Maito Gai - Minato Namikaze - Mizuki - Naruto Uzumaki - Neji Hyuga - Ni-halede Demon Ræv - Kyuubi - Obito Uchiha - Orochimaru - Pakkun - Pain - Raiga Kurosuki - Ranmaru - Rock Lee - Rin - Sai - Sakon - Sakumo Hatake - Sakura Haruno - Sasori - Sasuke Uchiha - Shikaku Nara - Shikamaru Nara - Shino Aburame - Shizune - Suigetsu Hozuki - Tayuya - Tazuna - Tekka Uchiha - Temari - Tenten - Tenzou - Tre-halede gigant skildpade - Tobi (Madara Uchiha) - Tonton - Tsume Inuzuka - Tsunade - To-halede demon kat (Yugito Nii) - Udon - Ukon - Yamato - Yugito - Zabuza Momochi - Zetsu |